# Battaglia di Arucas
La battaglia di Arucas è stata una battaglia tra i combattenti indigeni guanci guidati da Doramas e le truppe di Pedro de Vera, capo dei colonizzatori spagnoli inviati dal Regno di Castiglia e León per volere dei re cattolici. La battaglia di Arucas si tenne durante la conquista della Gran Canaria (1478 - 1483), all'interno dell'orizzonte più ampio della conquista delle Isole Canarie. 
Doramas, il leader dei guerriglieri impegnati nella resistenza, morì in questa battaglia.
Dopo la sua morte i combattenti indigeni non seppero riorganizzarsi per contrastare i coloni, per cui la battaglia si concluse con la sconfitta e l'annientamento della resistenza isolana.